# Штайгер, Эмиль
Штайгер, Эмиль (нем. Emil Staiger) (8 февраля 1908, Кройцлинген — 28 апреля 1987 года, Хорген) — швейцарский профессор германистики в университете Цюриха.

## Биография
После окончания средней школы Эмиль Штайгер сначала изучал богословие, но затем переключился на немецкую и классическую филологию. После обучения в Женеве, Цюрихе и Мюнхене он получил степень доктора в Цюрихе в 1932 году, защитив диссертацию по творчеству Аннет фон Дросте-Хюльсхофф. С 1932 по 1934 год он был членом Национального фронта (Швейцария), от которого он публично дистанцировался в 1935 году.

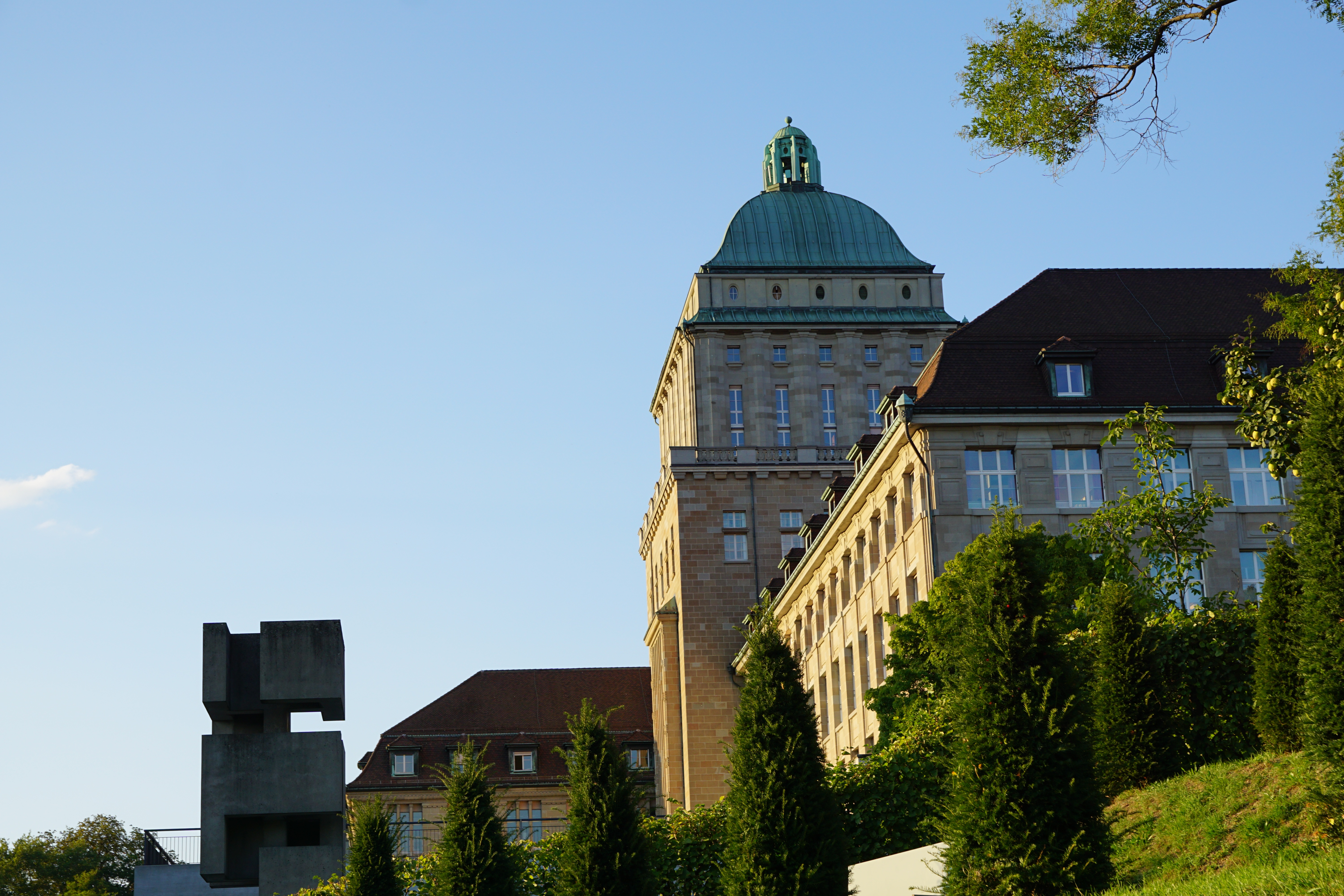
Университет Цюриха

В 1934 году он получил научную докторскую степень в Цюрихском университете (Habilitation), защитив диссертацию по Шеллингу, Гегелю и Гельдерлину, и в том же году стал частным преподавателем немецкой литературы в Цюрихском университете. В 1943 году он был назначен профессором. Профессиональное значение Штайгера было основано на его широко известных публикациях « Die Zeit als Einbildkraft des Dichters» (1939), « Основные концепции поэтики» (1946), «Искусство интерпретации» (1955) и в его трехтомных исследованиях Гёте (1952—1959).
В 1940-х годах Штайгер стал одним из самых уважаемых немецкоязычных литературоведов. Он внес значительный вклад в то, чтобы так называемая имманентная интерпретация произведения стала ведущим методом в германистике в течение определённого периода времени (хотя сам он отвергал эту характеристику своего метода). По сравнению с нелитературными концепциями, такими как позитивизм и интеллектуальная история, социология или психоанализ, он отстаивал требование сосредоточения внимания на самих литературных текстах. Что касается литературных исследований, то «слово поэта, слово само по себе, ничего, что лежит где-то позади, выше или ниже него». Основанный на тексте, чувствительный метод интерпретации Штайгера, часто описываемый формулой «поймите, что нас захватывает», превратился в германский товарный знак.
На мышление Штайгера сильно влияет философия Мартина Хайдеггера, которая иногда влияет на лингвистический стиль. В частности, экзистенциальная концепция времени Хайдеггера была включена в герменевтику Штайгера. Несмотря на эту интеллектуальную близость, их мнения могут снова расходиться по детальным вопросам. Интерпретирующая дуэль Штайгера с Хайдеггером по поводу последней строчки поэмы Эдуарда Мерике « Auf einer Lampe», в которой выражено различное отношение к мотиву vanitas (помни о смерти), стала известна в специализированных германских кругах. «Но то, что прекрасно, само по себе кажется блаженным», — понимал Штайгер в смысле простой видимости (видеотур), а Хайдеггер понимал это как действительное внутреннее просветление (lucet).
Его 11-часовые лекции, вдохновившие студентов со всей Европы, а также литературную публику, стали известны далеко за пределами Цюрихского университета. Штайгер был также известным переводчиком древних и современных языков, который переводил на немецкий язык Эсхила, Софокла, Еврипида, Вергилия, Тассо, Полициано и Мильтона. Как неоднозначный театральный и музыкальный критик, а также обозреватель, он на протяжении десятилетий влиял на культурную жизнь Цюриха.
В 1966 году речь Штайгера в Цюрихе на церемонии вручения литературной премии города Цюрих вызвала споры в литературных кругах.. В своей речи, озаглавленной « Литература и публика», Штайгер выразил резкую критику современной литературы, которой, в частности, против него, наряду с другими литераторами, публично выступил Макс Фриш. Этот скандал бросил тень на репутацию Штайгера и постепенно его известность угасла. Его новаторские достижения все более и более забывались, хотя среди его учеников появились некоторые хорошо известные имена:
- Питер Сонди
- Питер фон Мэтт (преемник в 1976 году)
- Бернхард Бёшенштейн
- Карл Песталоцци
- Беда Аллеманн
- Герман Бургер
- Адольф Мушг
- Ганс Штауб
- Юрг Аманн
- Элизабет Эндрес
- Готлиб Ф. Хёпли
- Марио Андреотти

К 100-летию со дня рождения Эмиля Штайгера с 5 февраля по 29 мая 2008 года в Центральной библиотеке Цюриха проходила выставка «Восхищались много и много ругали — германист Эмиль Штайгер (1908—1987)». Письменное наследие Эмиля Штайгера также находится в Центральной библиотеке Цюриха.

## Награды
- 1962 Приз Готфрида Келлера
- 1966 Премия Зигмунда Фрейда за научную прозу
- Литературная премия города Цюриха 1966 года
- 1966 Pour le mérite для науки и искусства
- 1971 Член-корреспондент Британской академии
- 1975 г. Австрийский орден почета за науку и искусство

## Публикации
- Аннет фон Дросте-Хюльсхофф. Дисс.1933
- Дух любви и судьбы. Шеллинг, Гегель и Гельдерлин. 1935
- Время как воображение поэта. Исследования стихов Брентано, Гёте и Келлера. 1939
- Адальберт Штифтер как поэт трепета. 1943
- Шедевры немецкого языка XIX века. 1943
- Основные понятия поэтики. 1946
- Музыка и поэзия. 1947
- Гёте. 3 тома. 1952 и сл.
- Искусство интерпретации. Исследования по истории немецкой литературы. 1955; 5-е издание без изменений, Цюрих 1967 г.
- Смена стиля. Исследования предыстории эпохи Гёте. 1963
- Дух и дух времени. 1964
- Фридрих Шиллер. 1967
- Поздний период. Исследования по немецкой литературе. 1973
- Пик времени. Исследования по мировой литературе. Софокл, Гораций, Шекспир, Мандзони. 1979.